# 錢琦 (乾隆進士)
錢琦（1709年—1790年），字相人，號嶼沙、又号述堂，晚號耕石老人。浙江仁和县（今属杭州市）人。中國清朝诗人、政治人物。乾隆丁巳进士，官至福建布政使。

## 生平
錢琦為乾隆二年（1737年）進士，改庶吉士，散館授翰林院編修，歷官河南道御史。乾隆十六年（1751年）二月任巡臺御史，任內對軍事內政多所革新。乾隆二十八年（1763年）升江蘇按察使。歷任四川按察使，江西布政使。官至福建布政使。乾隆四十三年（1778年）以原品休致。卒年八十餘。

## 著作
錢琦好吟詠，與同乡、县学同学袁枚相交五十年。著有《澄碧齋詩鈔》十二卷，《別集》一卷。

## 家族
有女钱林，为袁枚女弟子。